# Seznam skladeb Bedřicha Smetany
Níže je uveden Seznam skladeb Bedřich Smetany seřazený podle žánru, katalogových čísel a názvů. Čísla JB jsou čísla z Tematického katalogu skladeb Bedřicha Smetany Jiřího Berkovce (Praha, 1999). Čísla B. jsou z katalogu Františka Bartoše. Čísla T. jsou z katalogu Karla Teigeho z roku 1893.
| Žánr                | Op. | JB                            | B              | T                       | Datum kompozice                | Název | Tónina                                                         | Poznámky |
| ------------------- | --- | ----------------------------- | -------------- | ----------------------- | ------------------------------ | --- | -------------------------------------------------------------- | --- |
| Opera               |     | 1:87                          | 124            | 90                      | 1862–1863                      | Braniboři v Čechách |                                                                | opera o třech dějstvích na slova Karla Sabiny                                                                                 |
| Opera               |     | 1:100                         | 131            | 93                      | 1863–1866                      | Prodaná nevěsta |                                                                | komická opera o dvou (třech) dějstvích) na slova Karla Sabiny, čtyři verze; revize 1868 (B. 137), 1869 (B. 140) a 1870        |
| Opera               |     | 1:101                         | 133            | 96                      | 1865–1867                      | Dalibor |                                                                | zpěvohra o třech dějstvích na slova Josefa Wenziga, do češtiny přeložil Ervín Špindler; revize 1870, menší opravy 1879        |
| Opera               |     | 1:102                         |                | 107                     | 1869–1872                      | Libuše |                                                                | slavnostní zpěvohra o třech odděleních na slova Josefa Wenziga, do češtiny přeložil Ervín Špindler                            |
| Opera               |     | 1:108                         |                | 109                     | 1873–1874                      | Dvě vdovy |                                                                | komická opera ve dvou dějstvích na slova Emanuela Františka Züngela podle hry J. P. F. Malefilla Les deux veuves; revize 1877 |
| Opera               |     | 1:104                         |                | 115                     | 1875–1876                      | Hubička |                                                                | prostonárodní opera o dvou dějstvích na slova Elišky Krásnohorské podle povídky Karolíny Světlé                               |
| Opera               |     | 1:110                         |                | 118                     | 1877–1878                      | Tajemství |                                                                | komická zpěvohra o třech dějstvích na slova Elišky Krásnohorské, dodatečná árie 1879                                          |
| Opera               |     | 1:122                         |                | 129                     | 1879–1882                      | Čertova stěna |                                                                | komicko-romantická opera o třech dějstvích na slova Elišky Krásnohorské                                                       |
| Opera (nedokončená) |     | 2:48                          |                | 133                     | 1874 1883–1884                 | Viola |                                                                | zlomek; romantická zpěvohra o třech dějstvích na slova Elišky Krásnohorské podle komedie W. Shakespeara Večer tříkrálový      |
| Orchestrální hudba  |     | 1:10                          | 31             | 12                      | cca 1842                       | Menuet | B dur                                                          | pro komorní orchestr |
| Orchestrální hudba  |     | 1:11                          | 32             | 14                      | cca 1842                       | Kvapík bajadér (Galop bajadérek) | C dur                                                          | |
| Orchestrální hudba  | 4   | 1:39                          | 63             | 46                      | 1848–1849                      | Slavnostní ouvertura (Jubel-Ouvertüre) | D dur                                                          | |
| Orchestrální hudba  | 6   | 1:59                          | 92             | 59                      | 1853–1854                      | Triumfální symfonie | E dur                                                          | revize 1881 jako „Slavnostní symfonie“                                                                                        |
| Orchestrální hudba  | 11  | 1:70                          | 106            | 74                      | 1857–1858                      | Richard III. | a moll                                                         | symfonická báseň podle Shakespearovy stejnojmenné hry                                                                         |
| Orchestrální hudba  | 14  | 1:72                          | 111            | 79                      | 1858–1859                      | Valdštýnův tábor | D dur                                                          | symfonická báseň podle stejnojmenné hry Friedricha Schillera                                                                  |
| Orchestrální hudba  | 16  | 1:79                          | 118            | 82                      | 1860–1861                      | Hakon Jarl | c moll                                                         | symfonická báseň podle tragické básně Adama Oehlenschlägera                                                                   |
| Orchestrální hudba  |     | 1:85                          | 123            | 91                      | 1862                           | Doktor Faust |                                                                | předehra k loutkové hře Matěje Kopeckého                                                                                      |
| Orchestrální hudba  |     | 1:86                          | 125            | 49                      | 1862–1863                      | Polka „Našim děvám“ | D dur                                                          | revize 1888 |
| Orchestrální hudba  |     | 1:88                          | 127            | 94                      | 1863                           | Oldřich a Božena |                                                                | předehra k loutkové hře Matěje Kopeckého                                                                                      |
| Orchestrální hudba  | 20  | 1:90                          | 129            | 95                      | 1864                           | Pochod k slavnosti Shakespearově | E dur                                                          | |
| Orchestrální hudba  |     | 1:92                          | 132            | 97                      | 1867                           | Fanfáry k Shakespearovu dramatu Richard III. |                                                                | pro žestě a tympány |
| Orchestrální hudba  |     | 1:95                          | 136            | 102                     | 1868                           | Slavnostní předehra k položení základního kamene Národního divadla | C dur                                                          | |
| Orchestrální hudba  |     | 1:97                          | 138            | 103                     | 1869                           | Rybář |                                                                | pro harmonium, harfu a smyčcový orchestr                                                                                      |
| Orchestrální hudba  |     | 1:98                          | 139            | 104                     | 1869                           | Libušin soud |                                                                | |
| Orchestrální hudba  |     | 1:112                         |                | 110 111 113 114 120 121 | 1872–1874 1874 1875 1878 1879  | Má vlast 1. Vyšehrad 2. Vltava 3. Šárka 4. Z českých luhů a hájů 5. Tábor 6. Blaník | Es dur e moll a moll g moll d moll d moll                      | Cyklus šesti symfonických básní                                                                                               |
| Orchestrální hudba  |     | 1:115                         |                | 123                     | 1879                           | Venkovanka | G dur                                                          | polka; také ve formě pro klavír                                                                                               |
| Orchestrální hudba  |     | 1:126                         |                | 135                     | 1882–1883                      | Pražský karneval |                                                                | nedokončeno, pouze introdukce a polonéza                                                                                      |
| Komorní hudba       |     | 1:12                          | 35             | 16                      | 1843                           | Fantasie na českou národní píseň „Sil jsem proso“ pro housle a klavír | g moll                                                         | pro housle a klavír |
| Komorní hudba       | 15  | 1:64                          | 96             | 64                      | 1855                           | Klavírní trio (pro housle, violoncello a klavír) | g moll                                                         | revidováno 1857, B. 104 |
| Komorní hudba       |     | 1:105                         |                | 116                     | 1876                           | Smyčcový kvartet č. 1 „Z mého života“ | e moll                                                         | |
| Komorní hudba       |     | 1:118                         |                | 128                     | 1879–1880                      | Z domoviny, dvě dua pro housle a klavír | A dur g moll                                                   | |
| Komorní hudba       |     | 1:124                         |                | 131                     | 1882–1883                      | Smyčcový kvartet č. 2 | d moll                                                         | |
| Skladba pro varhany |     | 1:30                          | 52             | 35                      | 1846                           | Šest preludií: Lento Grave Pastorale Andante Moderato Andante | C dur c moll G dur g moll D dur F dur                          | |
| Skladba pro klavír  |     | 2:1                           | 3              |                         | 1831–1832                      | Kvapík | D dur                                                          | |
| Skladba pro klavír  |     | 1:1                           | 12             | 4                       | 1840                           | Louisina polka | Es dur                                                         | |
| Skladba pro klavír  |     | 1:2                           | 13             | 8                       | 1840                           | Jiřinková polka | D dur                                                          | |
| Skladba pro klavír  |     | 1:3                           | 7              | 5                       | 1840                           | Galopp di bravoura | B dur                                                          | |
| Skladba pro klavír  |     | 1:4                           | 22             | 6                       | 1841                           | Impromptu | es moll                                                        | |
| Skladba pro klavír  |     | 1:5                           | 23             | 7                       | 1841                           | Impromptu | b moll                                                         | |
| Skladba pro klavír  |     | 1:6                           | 24             | 11                      | 1842                           | Impromptu | As dur                                                         | |
| Skladba pro klavír  |     | 1:7                           | 28             | 13                      | 1842?                          | Ouvertura | c moll                                                         | čtyřruční |
| Skladba pro klavír  |     | 1:8                           | 29             | 15                      | 1842?                          | Ouvertura | A dur                                                          | čtyřruční |
| Skladba pro klavír  |     | 1:9                           | 30             |                         | cca 1842                       | Polka „Ze studentského života“ | C dur                                                          | revize 1858, B. 110 |
| Skladba pro klavír  |     | 1:13                          | 27             | 17                      | cca 1842                       | Duo beze slov | E dur                                                          | |
| Skladba pro klavír  |     | 1:14                          | 33             | 18                      | 1843                           | Quadrille | B dur                                                          | |
| Skladba pro klavír  |     | 2:10                          | 34             | 19                      | 1843                           | Skladba bez názvu (Rhapsodie) | As dur                                                         | |
| Skladba pro klavír  |     | 1:16                          | 36             | 20                      | 1843–1844                      | Quadrille | F dur                                                          | |
| Skladba pro klavír  |     | 1:15                          | 38             | 21                      | 1843–1844                      | Skladba bez nadpisu (Mazurkové capriccio) | cis moll                                                       | |
| Skladba pro klavír  |     | 1:17                          | 37             | 38                      | 1843–1844                      | Polka „Vzpomínka na Plzeň“ | Es dur                                                         | |
| Skladba pro klavír  | 6   | 1:19                          | 40             | 27                      | 1844                           | Bagately a impromptus (Bagatelles et impromptus) 1. Nevinnost (L'innocence) 2. Sklíčenost (L'abattement) 3. Idyla (L'idylle) 4. Touha (Le désir) 5. Radost (La joie) 6. Pohádka (Le conte) 7. Láska (L'amour) 8. Nesvár (La discorde)                                                        | C dur a moll G dur e moll D dur h moll A dur fis moll          | |
| Skladba pro klavír  |     | 1:18                          | 39             | 22                      | 1844                           | 5 valčíků | c moll As dur Es dur c moll As dur                             | |
| Skladba pro klavír  |     | 1:20 1:25 1:21 1:22 1:23 1:81 |                |                         | 1844–1862 1844 1845 1845? 1862 | Šest lístků do památníku 1. Kateřině Kolářové 2. Alžbětě Felicii Thunové 3. Josephině Finkové 4. Janu Kunzovi 5. Václavu Ulwerovi 6. Marii Prokschové | H dur E dur c moll es moll As dur C dur                        | |
| Skladba pro klavír  |     | 1:24                          | 46             |                         | 1845                           | Pensée fugitive | d moll                                                         | |
| Skladba pro klavír  |     |                               | A43            |                         | 1845                           | Pochod válečníků | D dur                                                          | |
| Skladba pro klavír  |     |                               | A50            |                         | 1845                           | Venkovský pochod | B dur                                                          | |
| Skladba pro klavír  |     |                               | A55            |                         | 1845                           | Triumfalní pochod | E dur                                                          | |
| Skladba pro klavír  |     | 1:26                          | 47             | 26                      | 1845                           | Skladba bez nadpisu | g moll                                                         | osmiruční |
| Skladba pro klavír  |     | 3:24                          | A76            | 35                      | 1846                           | Klavírní sonáta | g moll                                                         | |
| Skladba pro klavír  |     | 1:28                          | 50             | 37                      | 1846                           | Polka | Es dur                                                         | |
| Skladba pro klavír  |     | 3:18                          | A57            | 28                      | 1846                           | Etuda (ve formě preludia) | C dur                                                          | |
| Skladba pro klavír  |     | 3:18                          | A58            | 28                      | 1846                           | Etuda (ve formě písně) | a moll                                                         | |
| Skladba pro klavír  |     |                               | A60            | 29                      | 1846                           | Charakteristické variace na českou píseň „Sil jsem proso“ | G dur                                                          | |
| Skladba pro klavír  |     | 1:30                          | 52             | 35                      | 1846                           | Šest preludií |                                                                | čtyřruční |
| Skladba pro klavír  |     | 1:31                          | 53             | 52                      | 1847 1855                      | Lesní city a dojmy: Nocturno | f moll                                                         | |
| Skladba pro klavír  |     | 1:32                          | 55             | 48                      | 1847?                          | Allegro capriccioso | h moll                                                         | |
| Skladba pro klavír  |     | 1:33                          | 54             |                         | 1847?                          | Romance | B dur                                                          | revize 1883 |
| Skladba pro klavír  |     | 1:34                          | 56             |                         | 1847–1848                      | Charakteristická skladba (Morceau caractéristique) | Ces dur                                                        | |
| Skladba pro klavír  | 1   | 1:35                          | 57             | 44                      | 1847–1848                      | Šest charakteristických skladeb (Six morceaux caractéristiques 1. V lese 2. Vznikající vášeň 3. Pastýřka 4. Touha 5. Válečník 6. Zoufalství | C dur c moll G dur g moll D dur d moll                         | |
| Skladba pro klavír  |     | 1:36                          | 58             | 45a                     | 1848                           | Pochod pražské studentské legie | F dur                                                          | |
| Skladba pro klavír  |     | 1:37                          | 59             | 45b                     | 1848                           | Pochod národní gardy | D dur                                                          | |
| Skladba pro klavír  |     | 2:17                          | 62             | 42                      | 1848                           | Caprice | g moll                                                         | |
| Skladba pro klavír  |     | 1:42                          | 75             |                         | 1848–1849                      | Lístek do památníku | g moll                                                         | |
| Skladba pro klavír  |     |                               |                |                         | 1848–1850                      | Lístek do památníku | Es dur                                                         | |
| Skladba pro klavír  |     |                               |                |                         | 1848–1852                      | Lístek do památníku | fis moll                                                       | |
| Skladba pro klavír  |     |                               |                |                         | 1848–1852                      | Lístek do památníku | E dur                                                          | |
| Skladba pro klavír  |     |                               |                |                         | 1848–1852                      | Lístek do památníku | gis moll                                                       | |
| Skladba pro klavír  | 7   | 1:60                          | 94             | 62                      | 1848–1854                      | Tři salonní polky (Trois polkas de salon) | Fis dur f moll E dur                                           | |
| Skladba pro klavír  | 4   | 1:66                          | 101            | 68                      | 1848–1857                      | Črty 1 1. Preludium 2. Idyla 3. Vzpomínka 4. Vytrvalá snaha | fis moll H dur As dur gis moll                                 | |
| Skladba pro klavír  | 5   | 1:67                          | 102            | 68                      | 1848–1857                      | Črty 2 1. Scherzo-polka 2. Zádumčivost 3. Přívětivá krajina 4. Rhapsodie | Fis dur gis moll Des dur f moll                                | |
| Skladba pro klavír  |     | 1:44                          | 64             | 41                      | 1849                           | Svatební scény 1. Svatební průvod 2. Ženich a nevěsta 3. Svatební veselí: Tanec | C dur As dur A dur                                             | |
| Skladba pro klavír  |     | 1:45                          | 77             |                         |                                | Lístek do památníku | A dur                                                          | |
| Skladba pro klavír  |     | 1:46                          | 78             |                         |                                | Lístek do památníku | B dur                                                          | |
| Skladba pro klavír  |     | 1:47                          | 70             | 47                      | 1849                           | Sonátová věta | e moll                                                         | osmiruční |
| Skladba pro klavír  |     | 1:48                          | 72             | 50                      | 1849–1850                      | Poklad melodií [1] (Trésor de mélodies I) 1. Preludium 2. Capriccio 3. Allegro vivace | C dur a moll G dur                                             | |
| Skladba pro klavír  |     | 1:49                          | 71             |                         | 1849–1850                      | Poklad melodií [2] (Trésor de mélodies II) 1. Moderato 2. Toccata 3. Moderato 4. Tempo di marcia | C dur G dur D dur A dur E dur                                  | |
| Skladba pro klavír  | 2   | 1:51                          | 86             | 53                      | 1849–1850                      | Šest lístků do památníku 1. Allegro – Prélude 2. Moderato – Chanson 3. Vivace 4. Allegro comodo 5. Moderato con amina 6. Andante ma non troppo | C dur a moll G dur e moll D dur h moll                         | |
| Skladba pro klavír  | 3   | 1:65                          | 100            | 67                      | 1849–1850                      | Tři lístky do památníku 1. Robertu Schumannovi 2. Píseň pocestného 3. Je slyšet sykot, hukot, a svist... (Es siedet und braust) | E dur A dur fis moll                                           | |
| Skladba pro klavír  |     | 1:53 1:41 1:43 1:54 1:52      | 84 74 76 85 80 | 30                      | 1849–1850                      | Skladby psané do památníku 1. Lístek do památníku 2. Toccatina 3. Lístek do památníku 4. Lístek do památníku 5. Lístek do památníku 6. Lístek do památníku | h moll B dur G dur h moll es moll b moll                       | |
| Skladba pro klavír  |     | 1:50                          | 73             | 57                      | 1850                           | Rondo pro mládež | C dur                                                          | osmiruční |
| Skladba pro klavír  |     | 1:57 1:55 1:56 1:63           | 90 88 89 93    | 56 54 55 93             | 1852–1854                      | Polky z let padesátých | E dur g moll A dur f moll                                      | dokončeno 1883 |
| Skladba pro klavír  | 8   | 1:61                          | 95             | 63                      | 1854                           | Tři poetické polky (Trois polkas poétiques) | Es dur g moll As dur                                           | |
| Skladba pro klavír  |     | 1:62                          | 97             | 65                      | 1855?                          | Andante | Es dur                                                         | |
| Skladba pro klavír  |     | 1:68                          |                |                         | 1857                           | Erinnerung an Weimar (Vzpomínka na Výmar) | As dur                                                         | |
| Skladba pro klavír  |     | 2:42                          | D49            |                         | 1857–1858                      | Cid |                                                                | nedokončeno |
| Skladba pro klavír  |     | 2:43                          | 107            | 70                      | 1858                           | Balada | e moll                                                         | nedokončeno |
| Skladba pro klavír  |     | 1:71                          | 109            | 69                      | 1858                           | Vidění na plese (Bal-vision) (Polka-rhapsódie) | a moll                                                         | |
| Skladba pro klavír  |     | 1:71                          | 109            |                         | 1858                           | Polka | C dur                                                          | revize Vidění na plese |
| Skladba pro klavír  |     | 1:73                          | 108            | 71                      | 1858                           | Scherzo-etuda | C dur                                                          | původní verze Koncertní etudy                                                                                                 |
| Skladba pro klavír  | 10  | 1:69                          | 105            | 72                      | 1858                           | Zvědavý, transkripce písně Franze Schuberta z cyklu Krásná mlynářka | H dur                                                          | |
| Skladba pro klavír  |     | 1:73                          | 113            | 75                      | 1858–1859                      | Koncertní etuda | C dur                                                          | |
| Skladba pro klavír  |     | 1:75                          | 112            | 80                      | 1859                           | Macbeth, skizza ke scéně „Macbeth a čarodějnice“ ze Shakespeara | g moll                                                         | |
| Skladba pro klavír  |     | 1:74a                         | 114            | 81                      | 1859                           | Bettina polka | C dur                                                          | první verze |
| Skladba pro klavír  | 12  | 1:76                          | 115            | 83                      | 1859–1860                      | Vzpomínky na Čechy ve formě polek (Souvenir de Bohême en forme de polkas) | a moll e moll                                                  | |
| Skladba pro klavír  | 13  | 1:77                          | 116            | 84                      | 1859–1860                      | Vzpomínky na Čechy ve formě polek (Souvenir de Bohême en forme de polkas) | e moll Es dur                                                  | |
| Skladba pro klavír  | 17  | 1:80                          | 119            | 86                      | 1861                           | Na břehu mořském – Vzpomínka (Vid stranden. Minne af Sverige) | gis moll                                                       | koncertní etuda |
| Skladba pro klavír  |     | 1:83                          | 121            | 88                      | 1862                           | Koncertní fantasie na české národní písně | H dur                                                          | |
| Skladba pro klavír  |     |                               |                | 100                     | 1868                           | Z Dalibora, Fantasie na témata z opery Dalibor |                                                                | |
| Skladba pro klavír  |     |                               |                | 108                     | 1873                           | Motivy z opery Dalibor, potpourri |                                                                | |
| Skladba pro klavír  |     |                               |                |                         | 1874                           | Polka z Dvou vdov | C dur                                                          | |
| Skladba pro klavír  |     | 1:103                         |                | 112                     | 1874–1875                      | Sny (Rêves): Šest charakteristických skladeb 1. Zaniklé štěstí (Le bonheur éteint) 2. Útěcha (La consolation) 3. V Čechách (En Bohême): Vesnický výjev 4. V salóně (Au salon) 5. Před hradem (Près du château) 6. Slavnost českých venkovanů/Selská slavnost (La fête des paysans bohémiens) | Es dur f moll a moll E dur h moll g moll                       | |
| Skladba pro klavír  |     | 1:107                         |                | 112/1                   | 1877                           | České tance 1: Čtyři polky | fis moll a moll F dur B dur                                    | |
| Skladba pro klavír  | 21  | 1:114                         |                | 112/2                   | 1879                           | České tance 2 1. Furiant 2. Slepička 3. Oves 4. Medvěd 5. Cibulička 6. Dupák 7. Hulán 8. Obkročák 9. Sousedská 10. Skočná | a moll B dur As dur C dur G dur D dur A dur Es dur H dur F dur | |
| Skladba pro klavír  |     | 1:115                         |                | 123                     | 1879                           | Polka „Venkovanka“ | G dur                                                          | také ve formě pro orchestr |
| Skladba pro klavír  |     | 1:117                         |                | 125                     | 1880                           | Andante | f moll                                                         | |
| Skladba pro klavír  |     | 1:121                         |                | 130                     | 1880                           | Romance | g moll                                                         | |
| Skladba pro klavír  |     | 1:74b                         | 114            | 81                      | 1883                           | Bettina polka | C dur                                                          | version 2 |
| Skladba pro klavír  |     |                               |                |                         |                                | Dvojitá fuga |                                                                | |
| Skladba pro klavír  |     |                               |                |                         |                                | Třihlasá fuga |                                                                | |
| Skladba pro klavír  |     |                               |                |                         |                                | Čtyřhlasá fuga |                                                                | |
| Skladba pro klavír  |     | 4:4                           | 103            | 85                      | 1857, 1872                     | Kadence k Beethovenovu klavírnímu koncertu č. 3 c moll, Op. 37 |                                                                | |
| Skladba pro klavír  |     | 4:1                           | 98             |                         | 1856                           | Kadence k Mozartovu klavírnímu koncertu č. 20 d moll, KV 466 |                                                                | |
| Skladba pro klavír  |     | 4:2                           | 99             |                         | 1856?                          | Kadence k Mozartovu klavírnímu koncertu č. 24 c moll, KV 491 |                                                                | |
| Skladba pro klavír  |     | 4:3                           | 130            |                         | 1864?                          | Kadence k Mozartovu klavírnímu koncertu č. 27 B dur, KV 595 |                                                                | |
| Skladba pro klavír  |     |                               |                |                         |                                | Fragmenty a skizzy |                                                                | |
| Sbor                |     |                               |                |                         | 1846                           | Jesu, meine Freude |                                                                | chorál |
| Sbor                |     |                               |                |                         | 1846                           | Ich hoffe auf den Herrn |                                                                | fuga |
| Sbor                |     |                               |                |                         | 1846                           | Lobet den Herrn |                                                                | introdukce a fuga |
| Sbor                |     |                               |                |                         | 1846                           | Heilig ist der Herr Zebaoth |                                                                | |
| Sbor                |     |                               | A77            |                         | 1846                           | Scapulis suis obumbrabit tibi Dominus |                                                                | moteto pro sbor, varhany, smyčcový orchestr a dva lesní rohy                                                                  |
| Sbor                |     |                               | A78            |                         | 1846                           | Meditabor in mandatis tuis |                                                                | moteto pro sbor, varhany, smyčcový orchestr a dva lesní rohy                                                                  |
| Sbor                |     | 1:38                          | 60             |                         | 1848                           | Píseň svobody |                                                                | na slova J. J. Kolára, pro mužský sbor s doprovodem klavíru                                                                   |
| Sbor                |     | 1:78                          | 117            |                         | 1860                           | Píseň česká |                                                                | pro mužský nebo smíšený sbor                                                                                                  |
| Sbor                |     | 1:84                          | 122            | 89                      | 1862                           | Tři jezdci |                                                                | pro mužský sbor |
| Sbor                |     | 1:89                          | 126            | 92                      | 1863                           | Odrodilec |                                                                | pro mužský sbor, revize 1864, JB 1:91                                                                                         |
| Sbor                |     | 1:94                          | 135            | 99                      | 1868                           | Rolnická |                                                                | pro mužský sbor |
| Sbor                |     | 1:96                          |                | 101                     | 1868                           | Česká píseň |                                                                | pro sbor s doprovodem klavíru nebo orchestru, revize 1878, JB 1:111                                                           |
| Sbor                |     | 1:99                          |                | 106                     | 1870                           | Slavnostní sbor |                                                                | pro mužský sbor |
| Sbor                |     | 1:106                         |                | 117                     | 1876–1877                      | Píseň na moři |                                                                | pro mužský sbor |
| Sbor                |     | 1:109                         |                | 119                     | 1878                           | Tři ženské sbory 1. Má hvězda 2. Přiletěly vlaštovičky 3. Za hory slunce zapadá |                                                                | |
| Sbor                |     | 1:119                         |                | 126                     | 1880                           | Věno |                                                                | pro mužský sbor |
| Sbor                |     | 1:120                         |                | 127                     | 1880                           | Modlitba |                                                                | pro mužský sbor |
| Sbor                |     | 1:123                         |                | 132                     | 1882                           | Dvě hesla |                                                                | pro mužský sbor |
| Sbor                |     | 1:125                         |                | 134                     | 1883                           | Naše píseň |                                                                | pro mužský sbor |
| Píseň               |     | 3:25                          | A70            | 32                      | 1846                           | Liebchens Blick (Pohled mé dívky) |                                                                | na slova B. Breigera |
| Píseň               |     | 3:25                          | A71            | 33                      | 1846                           | Lebewohl (Sbohem!) |                                                                | na slova W. Melhopa |
| Píseň               |     | 1:27                          | 49             | 34                      | 1846                           | Schmerz der Trennung (Bolest odloučení) |                                                                | na slova K. Wiehlanda |
| Píseň               |     | 1:29                          | 51             | 40                      | 1846                           | Einladung (Vyzvání) |                                                                | na slova J. G. Jacobiho |
| Píseň               |     | 1:53                          | 91             | 58                      | 1853                           | Liebesfrühling (Jaro lásky) |                                                                | na slova Friedricha Rückerta, pro tenoristu Fr. Stegra                                                                        |
| Píseň               |     | 1:93                          | 134            | 98                      | 1867                           | O Gustave, můj králi |                                                                | píseň do hdy Emanuela Bozděcha Baron Goertz                                                                                   |
| Píseň               |     | 1:116                         |                | 124                     | 1879                           | Večerní písně 1. Kdo v zlaté struny zahrát zná 2. Nekamenujte proroky! 3. Mně zdálo se 4. Hej, jaká radost v kole 5. Z svých písní trůn ti udělám |                                                                | na slova Vítězslava Hálka; věnováno Babetě Smetanové                                                                          |